# Ilse Malfroot
Ilse Malfroot (nascida a 9 de fevereiro de 1978) é uma política belga-flamenga do partido Vlaams Belang.
Malfroot trabalhou como inspectora financeira para o governo flamengo antes de se tornar proprietária e gerente de um restaurante em Ninove, juntamente com o marido. Desde janeiro de 2013 é vereadora em Ninove pelo Forza Ninove, a facção local do Vlaams Belang. Nas eleições flamengas de 26 de maio de 2019 ela também foi eleita para o Parlamento flamengo, representando a Flandres Oriental.